# ウタノチカラ
「ウタノチカラ」は、浅岡雄也の1枚目のオリジナル・アルバム。

## 解説
- ソロ活動開始後、初のリリースとなったアルバム。

## 収録曲
1. ripple
作曲：浅岡雄也　編曲：浅岡雄也
  - インストゥルメンタル曲。2004年に開催されたライブツアー「1st LIVE TOUR コトノハ2004 〜To the Next From Here〜」ではオープニングSEとして使用された。
2. Re:start
作詞：浅岡雄也　作曲：熊谷憲康　編曲：中尾昌文
  - TBS系『ジャスト』エンディング・テーマ
3. missing piece
作詞：浅岡雄也　作曲：浅岡雄也　編曲：安部潤
4. 風花
作詞：浅岡雄也、Karin　作曲：浅岡雄也　編曲：熊谷憲康
  - 「かざはな」と読む。
5. はぐれたROMANCE
作詞：浅岡雄也、Karin　作曲：熊谷憲康　編曲：中尾昌文
6. if
作詞：浅岡雄也、Karin　作曲：浅岡雄也　編曲：安部潤
7. 君を待ってる 君だけ待ってる
作詞：浅岡雄也　作曲：浅岡雄也　編曲：浅岡雄也
8. 夏の足跡
作詞：浅岡雄也　作曲：熊谷憲康、浅岡雄也　編曲：熊谷憲康
9. 蒼い孤独
作詞：浅岡雄也　作曲：熊谷憲康　編曲：安部潤
10. Brand new day
作詞：浅岡雄也　作曲：熊谷憲康　編曲：熊谷憲康
11. ウタノチカラ
作詞：浅岡雄也　作曲：浅岡雄也　編曲：浅岡雄也